# The Haunting (album)
Albums de Sear Bliss
Phantoms
(1996) Grand Destiny
(2001)
The Haunting est le deuxième album studio du groupe de black metal symphonique hongrois Sear Bliss. L'album est sorti en février 1998 sous le label Mascot Records.
Comme son prédécesseur, Phantoms, cet opus a été ré-édité en 2006 par le label Vic Records, la version d'origine de l'album étant très difficile à trouver dans le commerce, à cause du nombre très limité de son tirage.
C'est le premier album du groupe enregistré avec Nagy András en tant que vocaliste dans la formation.
Par rapport à son prédécesseur, cet opus est moins sombre et brutal, contient plus d'éléments atmosphériques et le clavier y est davantage mis en avant[réf. nécessaire].

## Musiciens
- Nagy András – chant, basse
- Barbarics János – guitare
- Scheer Viktor – guitare
- Schönberger Zoltán – batterie
- Szűcs Gergely – trombone, claviers

## Liste des morceaux
1. Tunnels of Vision – 8:12
2. Hell Within – 5:59
3. Land of Silence – 4:34
4. Unholy Dance – 8:30
5. Soulless – 4:38
6. The Haunting – 8:03
7. Left in the Dark – 6:01